# Polycarpa macra
Polycarpa macra är en sjöpungsart som beskrevs av Monniot 1991. Polycarpa macra ingår i släktet Polycarpa och familjen Styelidae. Inga underarter finns listade i Catalogue of Life.